# Chromecast
Chromecast é uma linha de players de mídia digital desenvolvida pelo Google. Os dispositivos, projetados como pequenos dongles, permitem que usuários com um dispositivo móvel iniciem e controlem a reprodução de conteúdo audiovisual transmitido pela internet em uma televisão de alta definição ou em um sistema de áudio doméstico por meio de aplicativos móveis ou web compatíveis com o a tecnologia Google Cast. Alternativamente, o conteúdo pode ser espelhado a partir do navegador Google Chrome executado em um computador pessoal, bem como da tela de alguns dispositivos Android.
O Chromecast de primeira geração, foi anunciado em 24 de julho de 2013 e foi disponibilizado para compra no mesmo dia nos Estados Unidos por US$ 35. O Chromecast de segunda geração e um modelo apenas de áudio chamado Chromecast Audio foram lançados em setembro de 2015. Um modelo chamado Chromecast Ultra que suporta resolução 4K e high dynamic range (HDR) foi lançado em novembro de 2016. Uma terceira geração do Chromecast de vídeo HD foi lançada em outubro de 2018. Os modelos mais recentes, chamados Chromecast com Google TV, foram os primeiros na linha de produtos a apresentar uma interface de usuário interativa e controle remoto; um modelo 4K foi lançado em setembro de 2020, seguido por um modelo 1080p em setembro de 2022.
Os críticos elogiaram a simplicidade e o potencial do Chromecast para suporte de futuros aplicativos. O SDK do Google Cast foi lançado em 3 de fevereiro de 2014, permitindo que terceiros modificassem seu software para trabalhar com o Chromecast e outros receptores do Google Cast. Segundo o Google, mais de 20.000 aplicativos prontos para Google Cast estão disponíveis desde maio de 2015. Mais de 30 milhões de unidades foram vendidas globalmente desde o lançamento, tornando o Chromecast o dispositivo de streaming mais vendido nos Estados Unidos em 2014, segundo o NPD Group. Desde o lançamento do Chromecast até maio de 2015, foram processadas mais de 1.5 bilhão de transmissões.

## Recursos e funcionamento
O Chromecast funciona conectado à porta HDMI da TV, sendo alimentado através da própria conexão HDMI (apenas versão 1.4 e superior) ou através de conexão AC ligado à porta USB da TV (se a mesma possuir) ou ligado à rede elétrica (adaptador incluso).
O dispositivo funciona de duas maneiras, ambas com transmissão de conteúdos à TV. A primeira utiliza aplicativos web como Netflix, Hulu Plus, Spotify, YouTube dentre outras web apps. E a segunda, chamada "tab casting", pode exibir qualquer tipo de conteúdo acessível no navegador Google Chrome.
Para utilizadores de aparelhos da linha Nexus, é possível espelhar a tela do tablet ou smartphone na TV. Esta funcionalidade está ainda em fase de testes (Beta) mas poderá chegar a mais aparelhos no futuro.

## Comparação de modelos
| Geração anterior | Geração atual |

| Modelo                | Chromecast (1ª geração)                                                                                    | Chromecast (2ª geração)                                                                                         | Chromecast Audio | Chromecast Ultra                                                                                                | Chromecast (3ª geração)                                                                                         | Chromecast com Google TV (4K)                                                                                                   | Chromecast com Google TV (HD)                                                                                               |
| --------------------- | --- | --- | --- | --- | --- | --- | --- |
| Data de lançamento    | 24 de julho de 2013                                                                                        | 29 de setembro de 2015                                                                                          | 29 de setembro de 2015 | 6 de novembro de 2016                                                                                           | 10 de outubro de 2018                                                                                           | 30 de setembro de 2020 | 22 de setembro de 2022 |
| Vendas descontinuadas | 29 de setembro de 2015                                                                                     | 10 de outubro de 2018                                                                                           | 11 de janeiro de 2019 | 30 de setembro de 2020                                                                                          | — | — | — |
| Preço de lançamento   | US$35 | US$35 | US$35 | US$69 | US$35 | US$49.99 | US$29.99 |
| System on a chip      | Marvell Armada 1500 Mini 88DE3005-A1                                                                       | Marvell Armada 1500 Mini Plus 88DE3006                                                                          | Marvell Armada 1500 Mini Plus 88DE3006 | Marvell Armada 1500 Mini Plus 88DE3009                                                                          | ? | Amlogic S905D3 (1.9 GHz quad-core ARM Cortex-A55) and Mali-G31 MP2 GPU                                                          | Amlogic S805X2 (quad-core ARM Cortex-A35)                                                                                   |
| Memória               | 512 MB RAM DDR3L                                                                                           | 512 MB RAM DDR3L                                                                                                | 256 MB RAM DDR3L | 1 GB RAM DDR3L                                                                                                  | ? | 2 GB RAM | 1.5 GB DDR3L |
| Armazenamento         | 2 GB | 256 MB | 256 MB | ? | ? | 8 GB | 8 GB |
| Resolução             | 1080p | 1080p@ 30fps ou 720p@ 60fps                                                                                     | — | - 4K Ultra HD - High dynamic range (HDR10, Dolby Vision)                                                        | 1080p@ 60fps | - 4K Ultra HD @ 60fps - High dynamic range (HDR10, HDR10+, Hybrid log-gamma - HLG)                                              | - 1080p HDR @ 60fps - High dynamic range (HDR10, HDR10+, Hybrid log-gamma - HLG)                                            |
| Audio DAC             | — | — | AKM AK4430 192kHz 24-Bit DAC | — | — | — | — |
| Controle Remoto       | — | — | — | — | — | Incluído | Incluído |
| Conectividade         | - HDMI (pode usar CEC) - Wi-Fi (802.11 b/g/n @ 2.4 GHz) - Ethernet (com adaptador de energia USB opcional) | - HDMI (pode usar CEC) - Wi-Fi (802.11 b/g/n/ac @ 2.4/5 GHz) - Ethernet (com adaptador de energia USB opcional) | - Combinado com plugue de áudio 3.5 mm e soquete mini-TOSLINK - Wi-Fi (802.11 b/g/n/ac @ 2.4/5 GHz) - Ethernet (com adaptador de energia USB opcional) | - HDMI (pode usar CEC) - Wi-Fi (802.11 b/g/n/ac @ 2.4/5 GHz) - Ethernet (com adaptador de energia USB incluído) | - HDMI (pode usar CEC) - Wi-Fi (802.11 b/g/n/ac @ 2.4/5 GHz) - Ethernet (com adaptador de energia USB opcional) | - HDMI (pode usar CEC) - Wi-Fi (802.11 b/g/n/ac @ 2.4/5 GHz) - Bluetooth 4.2 - Ethernet (com adaptador de energia USB opcional) | - HDMI (pode usar CEC) - Wi-Fi (802.11 b/g/n/ac @ 2.4/5 GHz) - Bluetooth - Ethernet (com adaptador de energia USB opcional) |
| Energia               | Micro-USB (adaptador de energia ou porta USB)                                                              | Micro-USB (adaptador de energia ou porta USB)                                                                   | Micro-USB (adaptador de energia ou porta USB) | Micro-USB (adaptador de energia necessário)                                                                     | Micro-USB (adaptador de energia ou porta USB)                                                                   | USB-C (adaptador de energia necessário)                                                                                         | USB-C (adaptador de energia necessário)                                                                                     |
| Dimensões             | 72 mm × 35 mm × 12 mm (2.83 in × 1.38 in × 0.47 in)                                                        | 51.9 mm × 51.9 mm × 13.49 mm (2.04 in × 2.04 in × 0.53 in)                                                      | 51.9 mm × 51.9 mm × 13.49 mm (2.04 in × 2.04 in × 0.53 in)                                                                                             | 58.2 mm × 58.2 mm × 13.70 mm (2.29 in × 2.29 in × 0.54 in)                                                      | 51.81 mm × 51.81 mm × 13.8 mm (2.04 in × 2.04 in × 0.54 in)                                                     | 162 mm × 61 mm × 12.5 mm (6.38 in × 2.40 in × 0.49 in)                                                                          | 162.5 mm × 61 mm × 12.5 mm (6.40 in × 2.40 in × 0.49 in)                                                                    |
| Peso                  | 34 g (1,20 oz)                                                                                             | 39,1 g (1,38 oz)                                                                                                | 30,7 g (1,08 oz) | 47 g (1,66 oz)                                                                                                  | 40 g (1,4 oz)                                                                                                   | 56,7 g (2,00 oz) | 55 g (1,9 oz) |
| Número do modelo      | H2G2-42 | NC2-6A5 | RUX-J42 | GA3A00403A14 | GA00439 | GA01919 | GA03131 |

## Chrome e aplicativos web
No lançamento do Chromecast, YouTube e Netflix estavam disponíveis para Android, iOS e como aplicativo web e Google Play Music e Google Play Movies & TV também estavam disponíveis, apenas como aplicativos Android. Aplicativos do Hulu Plus e Pandora Radio foram lançados em Outubro de 2013. Novos aplicativos são esperados, uma vez que a Google liberou, no início de fevereiro de 2014, o kit de desenvolvimento do Chromecast.